# Вышибала (фильм, 2000)
«Вышибала» (англ. Bruiser) — триллер режиссёра Джорджа Ромеро. Премьера фильма состоялась 13 февраля 2000 года.

## Сюжет
Генри Кридоу — работник, которого не в чём упрекнуть, он идеально выполняет возложенные начальством на него обязанности. Ему все указывают — его начальник, жена, друзья, но он не выражает своего недовольства или мнения. Ему снятся кровавые сны, он мечтает о том, как убьёт всех, кто над ним издевается. Однажды Генри просыпается утром и видит что у него нет лица, а вместо лица у него белая маска, которую он не может снять. Потеряв таким образом своё лицо, Генри решается мстить тем, кто над ним издевался. Первой его жертвой стала его мексиканская служанка, далее он убивает свою жену и начальника. Но по следам Генри идёт полиция.

## В ролях
| Актёр           | Роль              |
| --------------- | ----------------- |
| Джейсон Флеминг | Генри Кридоу      |
| Лесли Хоуп      | Розмари           |
| Петер Стормаре  | Мило              |
| Нина Гарбирас   | Дженин            |
| The Misfits     | в роли самих себя |

## Критика
На агрегаторе рецензий Rotten Tomatoes рейтинг одобрения составляет 67 % на основе 9 обзоров со средней оценкой 6 из 10.